# 포사 (이탈리아)
포사(이탈리아어: Fossa)는 이탈리아 아브루초주 라퀼라도에 있는 코무네이다.